# Zoom In
Zoom In é um extended play do cantor e compositor britânico Ringo Starr. O álbum foi lançado em 19 de março de 2021 pela Universal Music Enterprises. Foi produzido pelo próprio Starr em parceria com Bruce Sugar, exceto por "Teach Me to Tango", que fora produzida por Sam Hollander e Grant Michaels.

## Recepção
| Críticas profissionais | Críticas profissionais |
| Pontuações agregadas   | Pontuações agregadas   |
| Fonte                  | Avaliação              |
| ---------------------- | ---------------------- |
| Metacritic             | 53/100                 |
| Avaliações da crítica  |                        |
| Fonte                  | Avaliação              |
| AllMusic               | [ 5 ]                  |
| American Songwriter    | [ 6 ]                  |
| Classic Rock           | [ 7 ]                  |
| The Independent        | [ 8 ]                  |
| NME                    | [ 9 ]                  |

Zoom In recebeu críticas mistas dos críticos. No Metacritic, que atribui uma classificação de 0 a 100 baseada nas críticas, o álbum recebeu uma pontuação média de 53, o que indica "críticas mistas ou médias", com base em cinco críticas.

## Posição nas paradas musicais
| Parada (2021)                         | Melhor posição |
| ------------------------------------- | -------------- |
| Alemanha (Offizielle Deutsche Charts) | 22             |
| Escócia (Official Scottish Albums)    | 14             |
| Estados Unidos (Billboard 200)        | 179            |
| Estados Unidos (Top Rock Albums)      | 37             |